# Björn Waldegård
Björn Waldegård (12 de novembre de 1943 - 29 d'agost de 2014) fou un pilot de ral·lis suec, i el primer guanyador del Campionat Mundial de Ral·lis per pilots.
Va debutar l'any 1962 i després de guanyar el campionat suec de ral·lis els anys 1967 i 1968, va començar a competir al Campionat Mundial de Ral·lis fins que un accident al ral·li Safari de 1992 el va obligar a retirar-se. La seva primera victòria internacional, amb un Porsche 911, va ser al Ral·li de Monte-Carlo de 1969, i l'última el 1990 al ral·li Safari, conduint un Toyota.
Va córrer amb Lancia, juntament amb Sandro Munari, fins al 1976, quan se'n va anar a l'americana Ford. Conduint un Ford Escort, va aconseguir guanyar, l'any 1977, tres dels ral·lis més importants: el ral·li Safari, el ral·li d'Acròpolis i el ral·li de Gal·les.